# Mensur Idrizi
Mensur Idrizi (in macedone Менсур Идризи?; Tetovo, 8 marzo 1983) è un ex calciatore macedone, di ruolo centrocampista.

## Carriera
Il 1º luglio 2014 firma un contratto annuale con la squadra macedone del Drita Bogovinje.